# Annika Hallin

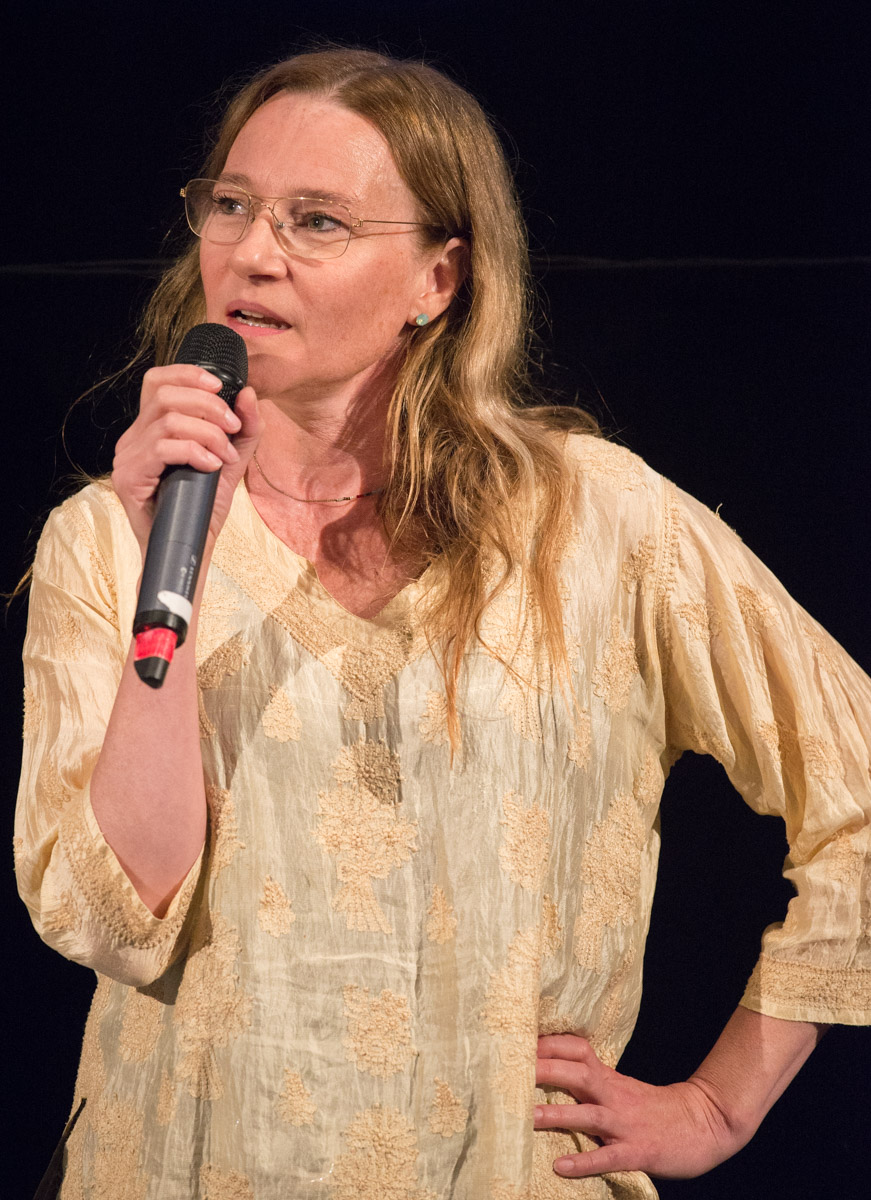
Annika Hallin (2015)

Annika Susanne Hallin (* 16. Februar 1968 in Hägersten, Stockholm) ist eine schwedische Schauspielerin. Einem breiten Publikum wurde sie durch ihre Rolle der Annika Giannini in der Verfilmung der Millennium-Trilogie von Stieg Larsson bekannt.

## Leben
Annika Susanne Hallin wuchs in den 70er Jahren als Tochter eines Architekten und einer Bauingenieurin im Stockholmer Stadtteil Spånga-Tensta auf. In einer Stadtwohnung wurde sie dabei mit ihren beiden jüngeren Schwestern von einer Tagesmutter großgezogen. Sie selbst gibt als Schlüsselerlebnis an, dass es 1979 der Besuch des Musicals Annie in Östermalm war, der sie dazu bewog, sich intensiver mit der Schauspielerei zu befassen, sodass sie bereits während der Schulzeit Schauspielunterricht nahm. Diesen verfolgte sie über die Jahre immer stärker, während ihre Schulleistungen immer mehr darunter litten. Ab 1995 studierte sie Schauspiel an der Teaterhögskolan in Stockholm und lebte bis zu ihrem Abschluss 2000 laut eigenen Angaben unter der Armutsgrenze, da sie an Theatern spielte, die sich keine Gehälter leisten konnten. Erst nach Erhalt des Schauspieldiploms bekam sie bezahlte Rollen.
Sie wurde international durch ihre Rolle der Annika Giannini in der Millennium-Trilogie von Stieg Larsson bekannt. Parallel zum dritten Film der Millenniumreihe Vergebung drehte Hallin als Hauptdarstellerin Fanny Popescu die Mini-Krimi-Serie Morden, in der ihre Rolle wegen ihrer Schwangerschaft umgeschrieben wurde. Als sie dann ihre Tochter bereits während der Produktion zur Welt brachte, wurde sie nach kurzem Mutterschaftsurlaub mit einer Attrappe ausgestattet und spielte weiterhin eine Schwangere. Die Hauptrolle in Morden machte Hallin in Schweden schlagartig berühmt, denn die Serie sahen zwischen 500.000 und 800.000 Zuschauer beim schwedischen öffentlich-rechtlichen Fernsehsender Sveriges Television.
Hallin ist mit dem 24 Jahre älteren schwedischen Dramatiker Lars Norén zusammen, mit dem sie gemeinsam die jüngste ihrer drei Töchter hat. Sie lernte Norén 2002 im Riksteatern in Stockholm kennen, als er sein selbstgeschriebenes Stück Stilla vatten inszenierte. Aktuell arbeitet er in Göteborg, während sie in Stockholm lebt.

## Filmografie (Auswahl)
- 2000: Eine Hexe in unserer Familie (En Häxa i familjen)
- 2002: Kommissar Beck – Die neuen Fälle (Beck) (Fernsehserie, 1 Folge)
- 2005: Vinterkyss
- 2006: Bei Einbruch der Dunkelheit (När mörkret faller)
- 2007: Arn – Der Kreuzritter (Arn – Tempelriddaren)
- 2008: Patrik 1,5
- 2009: I taket lyser stjärnorna
- 2009: Das Mädchen (Flickan)
- 2009: Morden (Fernsehserie, 6 Folgen)
- 2009: Stieg Larssons Millennium-Trilogie
  - Verblendung (Män som hatar kvinnor)
  - Verdammnis (Flickan som lekte med elden)
  - Vergebung (Luftslottet som sprängdes)
- 2010: Mankells Wallander: Das Erbe (Fernsehserie)
- 2010: Kommissar Winter (Fernsehserie, 2 Folgen)
- 2011: Stockholm Ost ((Stockholm Östra))
- 2012: Ein Fall für Annika Bengtzon (Fernsehfilmreihe, Folge Der Rote Wolf)
- 2013: Camilla Läckberg – Mord in Fjällbacka (Fernsehserie, Folge Der Tod taucht auf)
- 2015: Stella (Min lilla syster)
- 2015, 2017: Modus – Der Mörder in uns (Modus, Fernsehserie, 4 Folgen)
- 2015: Occupied – Die Besatzung (Fernsehserie, 2 Folgen)
- 2016: Maria Wern, Kripo Gotland (Folge Das Opfer)
- 2017: Black Widows – Rache auf Finnisch (Fernsehserie)
- 2017: Korparna
- 2018: Was der Schnee verbirgt (Det som göms i snö) (Fernsehserie)
- 2018: Stockholm Requiem (Sthlm Rekviem) (Fernsehserie)
- 2020: Hamilton – Undercover in Stockholm (Fernsehserie)
- 2021: Die Königin des Nordens (Margrete den første)
- 2021: Max Anger – With one eye open (Fernsehserie)
- 2025: Genombrottet (Fernsehserie)

## Theaterstücke (Auswahl)
- 2000: Kungsgatan - Regie: Lennart Hjulström (Orionteatern, Stockholm)
- 2002: Stilla vatten von Lars Norén - Regie: Lars Norén (Riksteatern, Stockholm)
- 2010: Metallflickan von Dorota Masłowska - (Teater Galeasen)

## Auszeichnungen
Guldbagge
- 2010: Beste Nebendarstellerin – I taket lyser stjärnorna (nominiert)

Amanda
- 2005: Beste Hauptdarstellerin – Vinterkyss